# جو آدامز
جو آدامز (بالإنجليزية: Joe Adams)‏ هو لاعب كرة قاعدة أمريكي، ولد في 28 أكتوبر 1877 في كودن في الولايات المتحدة، وتوفي في 8 أكتوبر 1952 في مونتغمري سيتي في الولايات المتحدة.

## وصلات خارجية
- جو آدامز على موقع دوري كرة القاعدة الرئيسي (الإنجليزية)
- جو آدامز على موقعبيزبول رفرنس.كوم (الدوري الرئيسي) (الإنجليزية)
- جو آدامز على موقعبيزبول رفرنس.كوم (الدوري الثانوي) (الإنجليزية)